# Mfon Udofia
Mfon Kokoete Udofia (Stone Mountain, 1º agosto 1990) è un ex cestista e allenatore di pallacanestro statunitense con cittadinanza nigeriana.